# سانتا ماریا ایمبارو
سانتا ماریا ایمبارو (به ایتالیایی: Santa Maria Imbaro) یک کومونه در ایتالیا است که در استان کییتی واقع شده‌است. سانتا ماریا ایمبارو ۶٫۰۱ کیلومتر مربع مساحت و ۲٬۰۰۰ نفر جمعیت دارد و ۲۲۴ متر بالاتر از سطح دریا واقع شده‌است.